# Булатово (Кашинский район)
Булатово — деревня в Кашинском городском округе Тверской области России. 

## География
Деревня находится на берегу реки Яхрома в 21 км на юго-запад от города Кашина.

## История
В конце XIX — начале XX века деревня входила в состав Кобылинской волости Кашинского уезда Тверской губернии. 
С 1929 года деревня являлась центром Булатовского сельсовета Кашинского района Бежецкого округа Московской области, с 1935 года — в составе Калининской области, с 1994 года — в составе Булатовского сельского округа, с 2005 года — центр Булатовского сельского поселения, с 2018 года — в составе Кашинского городского округа.

## Население
| 1859 | 1889 | 2002 | 2010 |
| ---- | ---- | ---- | ---- |
| 204  | ↗264 | ↘170 | ↘167 |

## Инфраструктура
В деревне имеются Булатовская средняя общеобразовательная школа (открыта в 1978 году), детский сад, клуб. 

## Достопримечательности
Близ деревни находится мемориал «Русское поле» воинам–землякам, погибшим в годы Великой Отечественной войны 1941 – 1945 гг. 